# Palazzo dei Soviet
Il palazzo dei Soviet (in russo Дворец Советов?, Dvorec Sovetov) era il progetto per costruire un centro amministrativo e di congressi nella capitale sovietica, in prossimità del Cremlino, sul sito della demolita cattedrale di Cristo Salvatore.
Il concorso per la realizzazione dell'opera fu vinto da Boris Iofan che disegnò un complesso ispirato al neoclassicismo, successivamente il progetto fu rivisto da Vladimir Ščuko e Vladimir Gel'frejch che progettarono un grattacielo che, se fosse stato costruito, sarebbe diventato la struttura più alta del mondo.
La costruzione iniziò nel 1937 ma i lavori furono inizialmente rallentati da problemi tecnici e da mancanza di fondi e poi interrotti a causa dello scoppio della seconda guerra mondiale. Dopo la fine del conflitto i lavori non ricominciarono mai e, nel 1958, le fondamenta del palazzo furono riconvertite nella più grande piscina aperta del mondo, la piscina Moskva. Infine, tra il 1995 e il 2000, fu ricostruita la cattedrale che occupava inizialmente tale area.

## Storia

### Concetto
Nel dicembre 1922 il Congresso dei Soviet sancì la nascita ufficiale dell'Unione Sovietica. Sergej Mironovič Kirov, parlando al Congresso, propose la costruzione di un palazzo dei Soviet "sul sito dei palazzi un tempo di proprietà di banchieri, padroni di casa, e zar". Molto presto, disse Kirov, i locali esistenti diverranno troppo piccoli per poter ospitare i delegati provenienti dalle nuove repubbliche dell'Unione. Il palazzo "sarà un'ulteriore spinta per il proletariato europeo, ancora dormiente... , per realizzare ciò che è giusto ed eterno, il comunismo mondiale".
Nel 1924 la morte di Vladimir Lenin e la costruzione del contemporaneo Mausoleo di Lenin risultò in una campagna nazionale per costruire memoriali di Lenin in tutto il Paese. Victor Balikhin, studente laureatosi a Vchutemas, propose di installare un memoriale di Lenin sul tetto dell'edificio del Comintern, sul sito della Cattedrale di Cristo Salvatore. L'idea di Balikhin, accantonata per qualche tempo, riemerse in seguito nel progetto di Boris Iofan.

### Demolizione della cattedrale
Sei anni dopo, nel febbraio 1931, lo Stato lanciò un concorso per la costruzione del primo Palazzo dei Soviet, distribuendo delle proposte preliminari a 15 studi di architettura. La gara terminò nel maggio 1931, senza vincitori.
Il 2 giugno, nel corso di una conferenza di Partito venne deciso che il sito per l'edificazione del palazzo sarebbe stato il luogo dove sorgeva la Cattedrale del Cristo Salvatore. La decisione venne definitivamente ratificata il 16 luglio dal Soviet Supremo dell'Unione Sovietica. Il 18 luglio iniziò l'inventario dei beni presenti nella cattedrale da parte dei commissari statali. Una piccola parte di questi furono portati presso il monastero di Donskoj; il resto distrutto. La demolizione iniziò il 18 agosto; il 5 dicembre, la struttura fu definitivamente distrutta mediante un'esplosione in due tempi. La rimozione e sgombero delle macerie occupò più di un anno.

### Concorso pubblico
La seconda gara d'appalto pubblica ed internazionale venne aperta il 18 luglio 1931. Furono presentati un totale di 272 progetti, inclusi 160 da parte di studi d'architettura (136 sovietici, 24 stranieri). La gara attrasse architetti di fama mondiale come Le Corbusier, Joseph Urban, Walter Gropius, Erich Mendelsohn, ed Armando Brasini, il maestro italiano di Boris Iofan. Fu Brasini ad esporre più chiaramente l'idea della statua di Lenin sulla sommità della struttura.

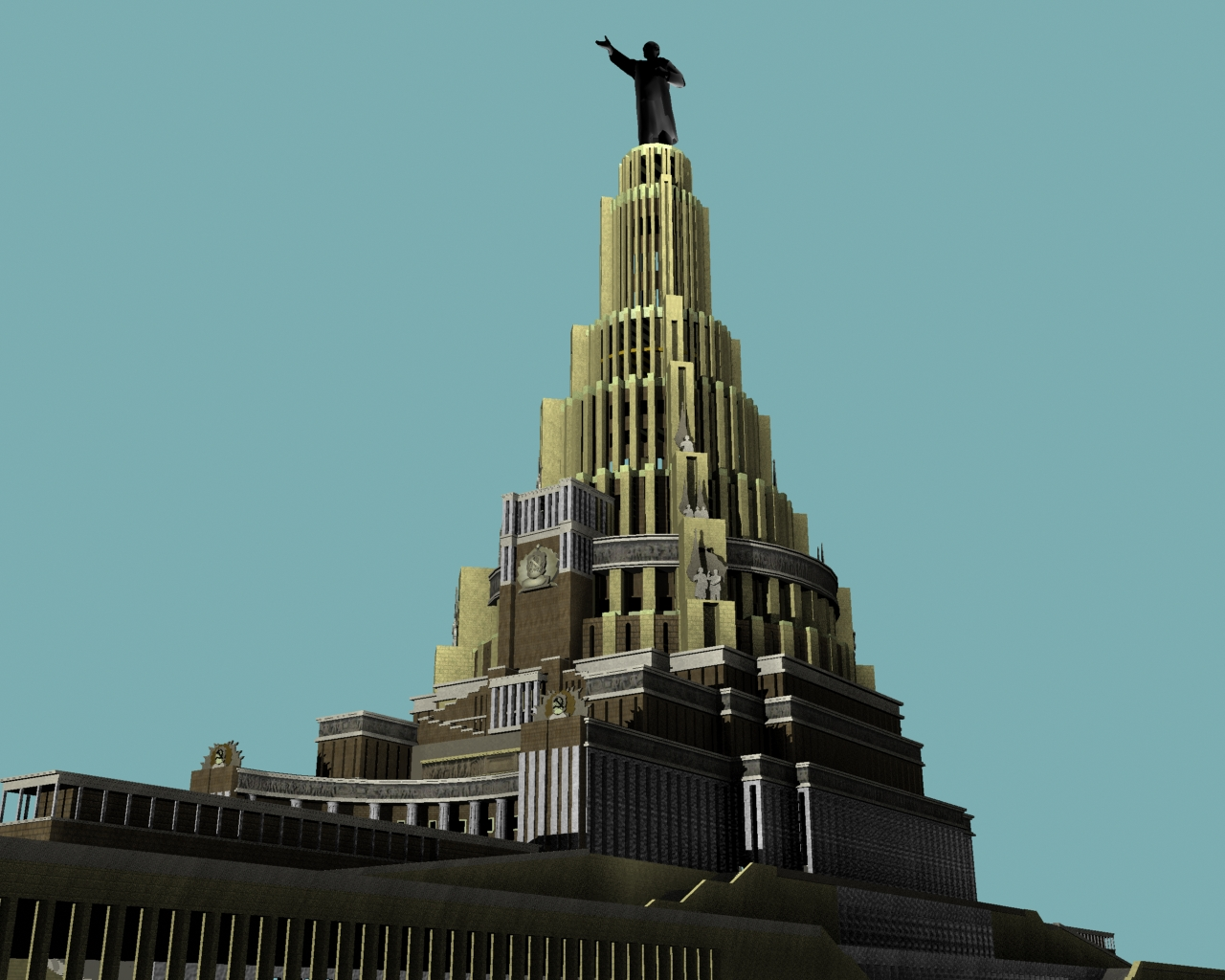
Rendering del Palazzo dei Soviet

Enorme pubblicità circondò il progetto. Invece di annunciare un vincitore vero e proprio, nel febbraio 1932 il Consiglio dichiarò che erano presi in serio esame i progetti di Boris Iofan, Ivan Zholtovskij e del ventottenne architetto inglese Hector Hamilton, residente in New Jersey. Tutti e tre i progetti rimasti in lizza, tralasciavano l'avanguardia ed erano orientati allo stile neoclassico. Questa decisione "reazionaria" fu molto criticata negli ambienti intellettuali europei. Le Corbusier e Sigfried Giedion, leader del CIAM, dichiarò a Stalin che la "decisione del Consiglio era un diretto insulto allo spirito della Rivoluzione e al Piano quinquennale... un tragico tradimento".
Alla fine, il 10 maggio 1933, il progetto di Boris Iofan fu dichiarato quello vincente. Un duo di architetti neoclassicisti, Vladimir Ščuko e Vladimir Gel'frejch, furono assegnati al team di Iofan, e il design divenne noto con il nome Iofan-Ščuko-Gel'frejch.
Corrispondenza, recentemente resa nota, tra Stalin e Lazar Kaganovič, tuttavia, indica l'agosto 1932 come data della scelta. Il 7 agosto, Stalin scrisse a Kaganovič, Molotov e Vorošilov, indicando chiaramente la sua preferenza nei confronti del progetto presentato da Iofan, proponendo anche qualche modifica:
- Erigere la torre centrale in verticale, come una colonna (come nel primo progetto di Iofan)
- Costruirla alta come la Torre Eiffel o anche di più
- Mettere in cima alla colonna il simbolo della falce e martello
- Posizionare monumenti di Vladimir Lenin, Karl Marx e Friedrich Engels davanti all'edificio.[11]

Nel progetto originale di Iofan era prevista una statua vagamente dedicata al "Proletario libero". Nell'agosto 1932, come risultante da un appunto di Stalin, la statua scomparve dal progetto, rimpiazzata da una molto più alta e maestosa di Lenin, e lo stesso Stalin intervenne personalmente per correggere il progetto: «Il Palazzo dei Soviet è un monumento a Lenin. Non abbiate paura dell'altezza». Quindi, l'altezza totale dell'edificio passò dagli iniziali 260 metri a 415 totali (495 metri compresa la guglia). Il progetto fu presentato al pubblico nel marzo 1934.

### Tentativo di costruzione

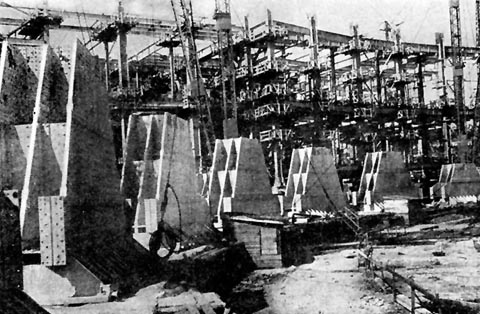
Le fondamenta del palazzo nel 1940

I lavori iniziarono nel 1937 e la posa delle fondamenta venne completata nel 1939. Nel giugno 1941, quando la struttura in acciaio dei piani inferiori era già stata eretta, i lavori subirono un brusco stop a causa della seconda guerra mondiale. L'acciaio della struttura venne prelevato ed utilizzato per varie fortificazioni nella città di Mosca tra il 1941 e il 1942. Le fondamenta furono riempite con dell'acqua, e così rimasero fino al 1958.

### Cancellazione del progetto

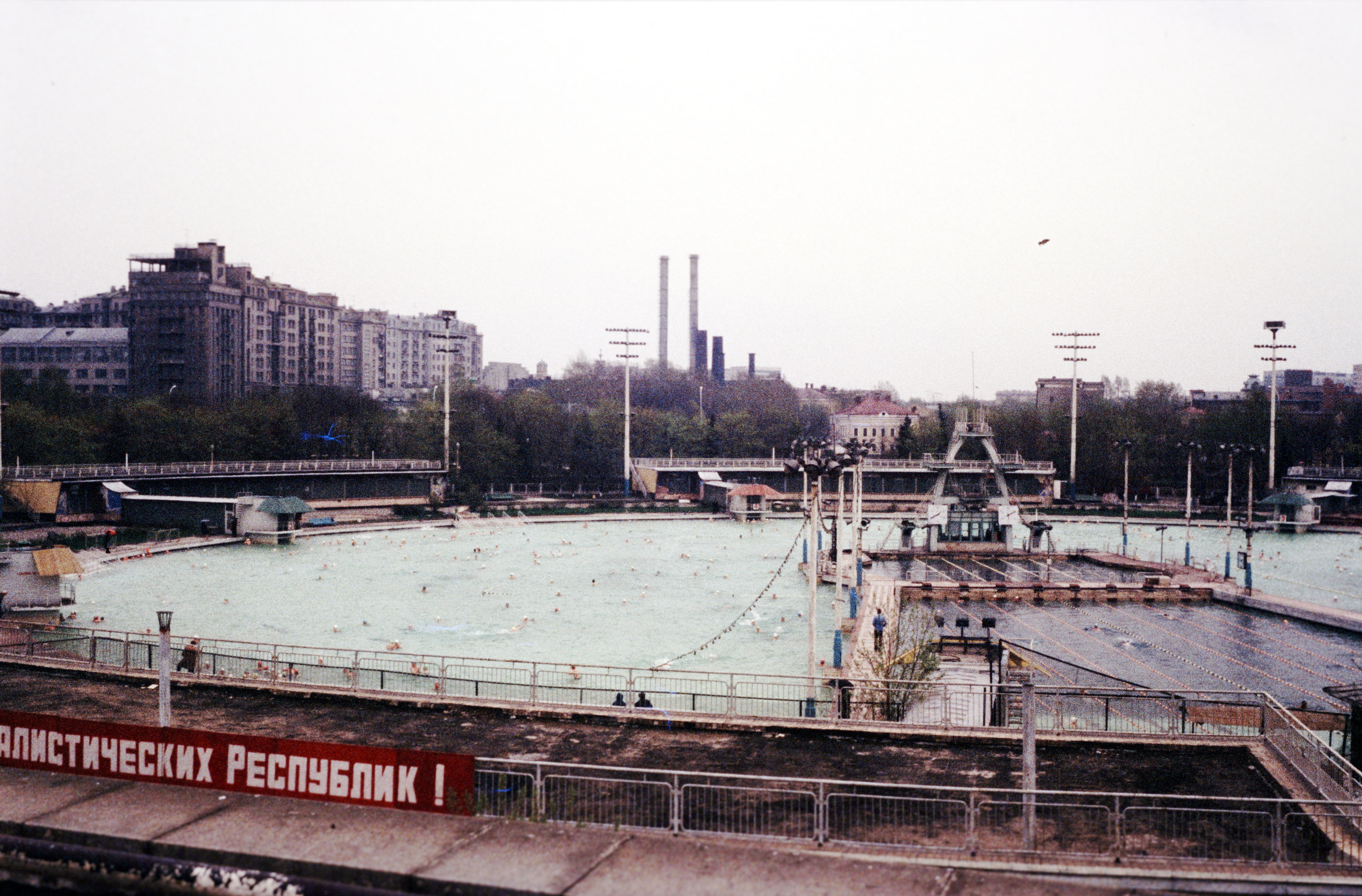
La piscina Moskva (1980)

Dal 1958 al 1960, le fondamenta del palazzo furono riconvertite in una piscina all'aperto. La piscina Moskva, di forma circolare, aveva un diametro di 129,5 metri.
Con il declino e la fine del regime sovietico, la Chiesa ortodossa russa ricevette l'autorizzazione a ricostruire la cattedrale di Cristo Salvatore, nel febbraio del 1990. Una prima pietra temporanea venne deposta alla fine dell'anno. Il restauratore Aleksej Denisov venne convocato per disegnare una replica di straordinaria precisione.
Una esatta copia della Cattedrale del Cristo Salvatore fu ricostruita in loco tra il 1995 e il 2000.